# Leichtathletik-Länderkampf der Frauen 1955 Niederlande – BR Deutschland
| 9. Leichtathletik-Länderkampf mit bundesdeutscher Beteiligung 1955 | 9. Leichtathletik-Länderkampf mit bundesdeutscher Beteiligung 1955 |                     |
| ------------------------------------------------------------------ | ------------------------------------------------------------------ | ------------------- |
|                                                                    |                                                                    |                     |
| Ländervergleich der Frauen: Niederlande – BR Deutschland           |                                                                    |                     |
| Austragungsort                                                     | Groningen                                                          |                     |
| Wettbewerbe                                                        | 10                                                                 |                     |
| Datum                                                              | 21. August                                                         |                     |
| 1. FRG 2. NLD                                                      | 69 P 34 P                                                          |                     |
| Chronik                                                            |                                                                    |                     |
| ← NLD-FRG (M)                                                      | FRG-SUI Geher (M) →                                                | FRG-SUI Geher (M) → |

Den neunten Vergleich des Länderkampfjahres 1955 trugen die Frauen am 21. August 1955 in Groningen parallel zu den Männern gegen die Niederlande aus, ihren bereits siebten mit diesem Gegner. Es war der letzte Länderkampf der Frauen in diesem Jahr.

## Wettbewerbe und Modus
Im Gegensatz zu den Männern traten in der Veranstaltung der Frauen wie gewohnt zwei Vertreterinnen pro Team und Wettbewerb an. Auf dem Programm standen wieder alle neun der damals olympischen Frauendisziplinen. Darüber hinaus wurde wie auch im Vorjahr als zehnter Wettbewerb noch ein Rennen über 800 Meter ausgetragen. In den Einzeldisziplinen wurde wie bei den Männern nach dem Standardsystem gewertet, in der Staffel mit drei zu eins Punkten.

## Ergebnis
Die Niederländerinnen sicherten sich die Wertungen der beiden Sprungwettbewerbe Hoch- und Weitsprung. Ale anderen acht Disziplinen gingen an die bundesdeutschen Leichtathletinnen, sieben davon mit Doppelerfolgen. Damit kam es zum siebten deutschen Sieg im siebten Aufeinandertreffen der beiden Teams, diesmal mit 69 zu 34 Punkten.

## Resultat

### 100 m
| Platz | Athletin        | Land | Zeit (s) |
| ----- | --------------- | ---- | -------- |
| 1     | Irene Brütting  | FRG  | 12,2     |
| 2     | Renate Nitschke | FRG  | 12,3     |
| 3     | Verbeek         | NLD  | 12,3     |
| 4     | Els Witkamp     | NLD  | 12,4     |

### 200 m
| Platz | Athletin         | Land | Zeit (s) |
| ----- | ---------------- | ---- | -------- |
| 1     | Charlotte Böhmer | FRG  | 25,2     |
| 2     | Inge Fuhrmann    | FRG  | 25,4     |
| 3     | Els Witkamp      | NLD  | 25,8     |
| 4     | Dicky van Dijk   | NLD  | 26,2     |

### 800 m
| Platz | Athletin       | Land | Zeit (min) |
| ----- | -------------- | ---- | ---------- |
| 1     | Edith Schiller | FRG  | 2:17,4     |
| 2     | Nanny Schlüter | FRG  | 2:19,5     |
| 3     | Grezel         | NLD  | 2:20,4     |
| 4     | Overdam        | NLD  | 2:23,1     |

### 80 m Hürden
| Platz | Athletin       | Land | Zeit (s) |
| ----- | -------------- | ---- | -------- |
| 1     | Maria Sander   | FRG  | 11,4     |
| 2     | Regina Lorberg | FRG  | 11,6     |
| 3     | Selma Heystek  | NLD  | 11,7     |
| 4     | Imke Vaal      | NLD  | 12,0     |

### 4 × 100 m Staffel
| Platz | Besetzung      | Land                                                       | Zeit (s) |
| ----- | -------------- | ---------------------------------------------------------- | -------- |
| 1     | BR Deutschland | Charlotte Böhmer Inge Fuhrmann Irene Brütting Maria Sander | 48,4     |
| 2     | Niederlande    | Verbeek Els Witkamp Dicky van Dijk Selma Heystek           | 49,3     |

### Hochsprung
| Platz | Athletin       | Land | Weite (m) |
| ----- | -------------- | ---- | --------- |
| 1     | Nel Zwier      | NLD  | 1,59      |
| 2     | Ursula Erhardt | FRG  | 1,59      |
| 3     | Inge Kilian    | FRG  | 1,51      |
| 4     | Denie Hobers   | NLD  | 1,46      |

### Weitsprung
| Platz | Athletin              | Land | Weite (m) |
| ----- | --------------------- | ---- | --------- |
| 1     | Wemmy Scholtmeyer     | NLD  | 5,52      |
| 2     | Lena Stumpf           | FRG  | 5,50      |
| 3     | Anneliese Seonbuchner | FRG  | 5,50      |
| 4     | Imke Vaal             | NLD  | 5,49      |

### Kugelstoßen
| Platz | Athletin              | Land | Weite (m) |
| ----- | --------------------- | ---- | --------- |
| 1     | Edelgard Anhoff       | FRG  | 13,80     |
| 2     | Anne-Chatrine Lafrenz | FRG  | 13,61     |
| 3     | Fanny Blankers-Koen   | NLD  | 12,06     |
| 4     | Corrie van den Bosch  | NLD  | 11,98     |

### Diskuswurf
| Platz | Athletin              | Land | Weite (m) |
| ----- | --------------------- | ---- | --------- |
| 1     | Anne-Chatrine Lafrenz | FRG  | 43,87     |
| 2     | Kriemhild Hausmann    | FRG  | 43,74     |
| 3     | Corry Huygen          | NLD  | 40,60     |
| 4     | Cor Aafjes            | NLD  | 37,19     |

### Speerwurf
| Platz | Athletin        | Land | Weite (m) |
| ----- | --------------- | ---- | --------- |
| 1     | Almut Brömmel   | FRG  | 44,57     |
| 2     | Edelgard Anhoff | FRG  | 41,08     |
| 3     | de Haan         | NLD  | 34,34     |
| 4     | de Vos          | NLD  | 32,74     |